# Petrov novčić
Petrov novčić (lat. Denarius Sancti Petri) običaj je davanja godišnjeg dobrovoljnog priloga koji se u cijelom katoličkom svijetu prikuplja 29. lipnja, na blagdan svetih Petra i Pavla ili u nedjelju najbližu tome datumu.
I danas se formalno skuplja novac za papu, kao dokaz vjerske solidarnosti, ali je namijenjen crkvi kako bi ona mogla obavljati svoj posao, te priskočiti u pomoć pojedinim crkvama kada im je potrebna (zbog ratova, prirodnih nepogoda itd.).
Najviše priloga prikupi se u Sjedinjenim Američkim Državama, zatim u Njemačkoj i Italiji.

## Povijest
Običaj je nastao u Engleskoj u ranom srednjem vijeku, kao godišnji porez na kovanice koje su zemljoposjednici plaćali i slali u papinsku riznicu u Rimu. 
Običaj je ozakonio engleski kralj Edgar I. (959. - 975.). Zvao se Petrov novčić (Peter pence) jer se skupljao 1. kolovoza na proslavi oslobođenja sv. Petar iz lanaca. Običaj se iz Engleske s vremenom proširio na gotovo cijelu Europu.
Kao i druge prakse ove vrste, i ovaj je običaj doživio brojne promjene tijekom stoljeća, sve dok gaa 5.kolovoza 1871. godine nije papa Pio IX. formalizirao i odobrio u njegovoj enciklici Saepe Venerabilis.